# われら生きるもの
『われら生きるもの』（われらいきるもの、原題: We the Living）は、アイン・ランドの小説家としてのデビュー作である。革命後のロシアの生活を描いた物語であると同時に、ランドがはじめて共産主義への反対を表明した書物だった。本書の序文でランドは、この作品が彼女の自伝に最も近い小説であると認めている。ランドはこの小説を1934年に書き終えたが、複数の出版社に出版を拒否され、最終的にマクミラン出版社から出版されたのは1936年だった。累計販売部数は300万部を超える。

## あらすじ

### 第一部
ロシア革命後の内戦がほぼ終結した1922年の春、18歳の主人公キラは、父、母、姉と共に、4年にわたり避難していたクリミアからペトログラードに帰ってくる。革命前に一家が所有していた繊維工場も、邸宅も、財産も、4年前にすべてソビエト政府に接収されていた。電気も風呂もなく水道も出ない古アパートの4階に、一家はなんとか住みかを確保する。
技術士を目指すキラは、家族の反対を押し切り工科大学に入学する。父が開業した織物屋の売上は伸びず、個人商店主には家賃や負担金や労働奉仕がソビエト従業員以上に押し付けられる。
10月のある晩、キラは街で偶然見かけた長身の美男子レオに一目惚れする。レオはキラを娼婦だと思い声を掛ける。レオは反ソビエト政権の陰謀容疑で銃殺刑に処された元海軍提督の息子で、自身も陰謀への関与を疑われ、GPU（秘密警察）に追われていた。レオは世界のあり方に絶望し、世界のあり方に苦しまずに済むレベルまで自分を堕落させるために、初めて娼婦を買うことを決め、キラに声を掛けたのだった。堕落するために声を掛けたキラが、堕落を踏みとどまらせようとする皮肉に、レオは戸惑う。二人は秘密の逢瀬を重ね、互いへの思いを募らせる。
共産党細胞の女子学生に誘われ学生委員会選挙の集会に参加したキラは、ソビエト政権を揶揄するつぶやきを、GPUの諜報部員で理想主義的な共産主義者の学生アンドレイに聞き咎められる。やがてキラとアンドレイは、政治的立場の対立を超え、人生に対する互いの姿勢を尊敬し合うようになる。
12月、レオとキラは密航船での国外逃亡を決行する。密航船の狭い船室で、キラはレオと初めての肉体関係を結ぶ。2人が乗った密航船は、GPUの沿岸警備隊に拿捕される。沿岸警備隊長はバルチック艦隊の元乗組員で、バルチック艦隊司令官だったレオの父を軍人として尊敬しており、レオもレオの父も陰謀容疑は無実だったと知っていた。沿岸警備隊長の計らいでキラは帰され、レオも3日後に釈放される。
キラの家族は、自分達が聞いたこともない男と肉体関係を持ったキラに、絶縁を言い渡す。キラはレオと同棲し始める。キラはレオとの同棲生活を、人間を希望のない存在におとしめる国家や時代や、そうした国家や時代を成り立たせる数百万の人々との戦いだと考える。レオは出版局に復職し、大学での歴史と哲学の勉強も再開する。キラは技術士を目指し工科大学での勉強を続け、家ではレオのために食事を作り、寝室で互いの肉体を求め合う。
キラはレオと同棲するようになってからも、自分の考えや感情を話せる唯一の相手になったアンドレイとの友人関係を続ける。レオはキラとアンドレイの友人関係を嘲笑しつつ容認する。アンドレイはキラとレオの関係を知らないまま、徐々にキラに恋愛感情を抱くようになる。
2人が同棲して2年が過ぎた頃、レオは上司から要請された奉仕活動への協力を拒否し、国家出版局をクビになる。2人は経済的に困窮し食事にもこと欠くようになり、生活の糧を得る労働で、大学の授業への出席も困難になる。レオは肉体労働で疲弊し、時々咳をするようになる。キラはアンドレイの世話で小さな政府機関の事務職に就くが、仕事を失わないためには、「反社会的分子」と見なされないように職場に完全に溶け込まなければならないだけでなく、共産党がお膳立てする街頭デモやマルクス・レーニン主義の学習サークルに参加し、「プロレタリア意識」の高さを示し続けなければならない。最低限の生活の維持に時間も思考もエネルギーも奪われ、キラはレオに体を求められるのも拷問に感じられるようになる。レオはキラに養われる形になり、キラに卑屈な態度を取る。
キラが工科大学に入学して２年目、すべての高等教育機関で「プロレタリア階級の敵」の粛清が始まる。キラもレオも大学を追放される。技術士になって「ガラスの摩天楼」や「アルミニウムの橋」を建設するというキラの夢は絶たれ、レオの存在だけがキラの希望になる。キラはレオに自暴自棄にならないように頼むが、レオは絶望を深める。
その年の夏、レオが結核にかかっており、この冬は南で療養しなければ確実に命を失うことが判明する。キラはレオを生き延びさせることを決意するが、数百人が空きを待つ国立サナトリウムに、党員でも労働組合員でもない元貴族のレオを受け入れさせる道は開けない。民営サナトリウムの高額な利用費を工面するすべも見つからない。キラ自身も政府機関での職を失う。キラは最後の頼みとして、アンドレイの自宅を訪れる。アンドレイは2か月前にキラと日曜日の一日を田舎で楽しく過ごしたのを最後に、なぜかキラと一切会おうとしなくなっていた。アンドレイがキラに会おうとしなくなったのは、キラを愛するようになってしまったからだった。キラを自分のものにできるなら全財産を投げ出してもいい、と言うアンドレイの言葉を聞き、キラはレオの療養費を得るため、レオとの関係を隠したまま、アンドレイの愛人になることを決意する。GPU諜報部員として高給を得ていたアンドレイは、愛人になったキラに収入のほとんどを差し出すようになる。
10月、キラはレオをクリミアの民営サナトリウムに送り出す。アンドレイとの愛人関係はレオに隠し、療養費は外国の親類から借りたと嘘をつく。

### 第二部
翌年（1925年）6月、レオが8か月ぶりに療養先のクリミアから帰ってくる。レオは完全に健康を取り戻したが、人生への絶望は変わらない。
レオが療養先から帰って3日後、レオが療養先で知り合った中年女性が訪ねて来る。この中年女性はキラの目にはあまりにも下劣な人物で、レオを見ることさえ許しがたい。この中年女性は食料公社の課長補佐の愛人で、パトロンの食料公社課長補佐は、裏で食料品の闇取引を司っている人物だった。この中年女性にレオを紹介された食料公社課長補佐は、レオを食料品の横流しに引き込む。この課長補佐がレオを「官憲に摘発された際の生け贄」として利用しようとしていることは明らかで、摘発されればレオがシベリア流刑になることは確実だったが、もはや再就職の見込みもなく、人生への希望もなく、キラに金銭面で依存するのもキラが家事に苦労するのも我慢できなくなっていたレオは、横流しに加わることを決める。レオは使い切れないほどの金を手にするようになり、享楽的な浪費を始める。
キラはソビエト従業員の地位を失わないため、アンドレイに世話してもらった革命博物館でのガイドの仕事を続ける。ソビエト政権がお膳立てする見学ツアー参加者に、キラは期待される内容の講義を淡々と続ける。キラの母は教師として働き始め、共産党のプロパガンダを周囲に真顔で説くようになり、出世していく。キラの父は誇りを失い、区役所の帳簿係として働き始める。共産党員になったキラの従兄は、プロレタリア階級出身で党有力者にコネを持つ青年共産同盟の女性と、出世に役立つというだけの理由で結婚する。キラの同い年の従姉妹は、芸大を追放された後、自分と家族の生活費を稼ぐために共産党のプロパガンダポスターを描く。
街では、党の有力者たちや彼らと癒着した闇商人が羽振りよく暮らす一方で、庶民は飢えと革命前以上の抑圧に苦しむ。
その年の秋、共産党内で「過剰な理想主義」を批判するキャンペーン（トロツキー支持者の粛清）が始まる。革命前からの理想主義的な党員は職を解かれ、絶望し、大勢が自殺する。アンドレイも党内で孤立し、革命後の政策の矛盾や党の腐敗に失望し、キラの存在だけが生きる希望になる。
冬、アンドレイは、鉄道の技術部門で要職に就く幼馴染の共産党員が、食料公社の課長補佐に貨物を横流ししている証拠のメモを手にする。メモを入手した旧友の元GPU沿岸警備隊長は、党の腐敗に絶望し、メモを自分の遺書と共にアンドレイに送りつけ、自殺していた。アンドレイは独自に捜査を開始し、この横流しには、鉄道技術部門要職の共産党員や食料公社の課長補佐だけでなく、GPU経済局の高官や、以前からキラが親しくしていたレオが関与していることを突き止める。党の腐敗に既に絶望していたアンドレイだったが、党が自分の生命を捧げるに値する存在だったかを試す最後のチャンスとして、捜査の結果報告と証拠のメモをGPU諜報部の上司に提出する。アンドレイの期待も虚しく、党上層部は捜査結果を党の腐敗是正に利用するのではなく、党に向けられた大衆の不満を「強欲な搾取階級の生き残り」に向けるために利用することを決める。名義を貸していただけのレオは大々的に報道されながら銃殺刑に処される一方、実際に横流しを行っていた鉄道技術部門要職の共産党員も、食料公社の課長補佐も、彼らを守っていたGPU経済局高官も、非公表の軽微な処分で許されることが決まる。
GPU諜報部の上司に命じられ、アンドレイは兵士4人を連れレオの邸宅に踏み込む。レオの邸宅でアンドレイは、自分がキラに贈ったドレスや見覚えのある衣装を発見し、キラがレオと肉体関係を持っていたことを知る。アンドレイはレオを逮捕しGPUに連行する。
アンドレイがレオを連行した日の夜、キラはアンドレイの自宅を訪れる。蔑み果てた目で自分を見るアンドレイに、キラはレオを奪われた怒りをぶつけ、アンドレイの愛人になったのはレオの命を救うためだったことを初めて明かす。アンドレイはキラの立場から見た自分の行為の本質を悟り、衝撃を受ける。キラはアンドレイの行為の本質を説くうちに、アンドレイの立場から見た自分の行為の本質を悟り、衝撃を受ける。その夜の党クラブでの農地の現状に関する報告で、アンドレイは党の政策と理念の誤りを批判する演説を行う。演説にはアンドレイ自身の体験に加え、キラから教えられた考えや現実も盛り込まれる。アンドレイは演説を中止させられ、党から粛清されることが決定的になる。
銃殺刑が決まっていたレオは、アンドレイの工作で釈放される。レオは釈放を少しも喜ばない。アンドレイはGPUから郊外の小さな施設の図書コーナーの司書に左遷される。アンドレイは持ちこたえようとしたが、行列に並んで受け取った1ヶ月分の配給を見て、まともに生きることを許されない身分に突き落とされたことを悟り、部屋を整理し、短い遺書をしたため自殺する。
アンドレイの党葬が行われた日、アンドレイの幼馴染で鉄道貨物の横流しをしていた共産党員がレオの邸宅を訪れ、キラがアンドレイの愛人だったことをレオに教える。アンドレイの党葬から帰って来たキラを、レオは罵倒する。レオは、食料公社課長補佐から多額の手切れ金を受け取った中年女性の求めに応じて、この中年女性とコーカサスに行き暮らすつもりであることをキラに伝える。それまで生きる希望であり続けたレオが、下劣の極みのような女性のヒモになるまで堕落したことを知り、キラは自分が戦ってきた「1億5千万人との戦い」が敗北に終わったことを悟る。キラはレオの邸宅を出る。
キラは外国に行くことを決意する。外国での生活だけがキラの生きる希望になる。パスポートの申請が却下されると不法出国の方法を調べ上げ、雪に覆われたラトビア国境の山地を一人で夜どおし歩いて越えるのが、最も成功の確率が高いと判断する。キラは準備を整え、列車を乗り継いで国境近くの駅まで行き、雪の夜の山をラトビア目指して歩き始める。国境警備員が撃ったライフル弾が胸に当たり出血が始まるが、立ち上がって歩き続ける。夜明け近く、雪原に倒れてこれ以上立ち上がれないことを悟り、銃創から血を滴らせる体の奥底に、言葉では語り尽くせぬ何か--自分が生きた人生を人生たらしめてきたもの--を感じながら、キラは最後の笑みを浮かべる。

## 主な登場人物
父称（ミドルネーム）は省略し、愛称がある場合はダブルクォート（“ ”）で囲って示した（ロシア人名における父称・愛称については「人名#スラヴ系の名前」を参照）
キラ・アルグノワ
Kira Argounova
この物語の主人公。アルグノフ家の次女。物語の開始時点で18歳。「ガラスの摩天楼」や「アルミニウムの橋」を建設する技術士を目指すことを、8歳の頃に決意する。自己の命の価値の至上性を信じ、個人の命の価値を信じない多くの人々や政府や時代に違和感を抱き、そうした人々や政府や時代に抗して自己の命をまっとうしようとする。
レフ（"レオ"）・コバレンスキー
Lev "Leo" Kovalensky
キラの最初で最後の恋人になる長身の美男子。父は帝政時代の貴族でバルチック艦隊司令官を務めたコバレンスキー提督。幼少期から才気煥発で、西洋の哲学や文学を会話やスピーチに引用してみせる。16歳で初めて女性（いかめしい白髪まじりの夫を持つ傲慢な美人妻）のベッドで夜を過ごして以来、高貴なパトロンの名前が囁かれる有名バレリーナをはじめ、数多の女性と関係を持つ。ペトログラード国立大学で歴史と哲学を専攻する学生で、国家出版局に勤務する英・独・仏翻訳者でもある。ソビエト政権転覆の陰謀に関与した容疑を掛けられ、GPU（秘密警察）から身を隠す。高みを目指すことに意味がなくなった世界に、半ば絶望している。
アンドレイ・タガノフ
Andrei Taganov
キラが通う工科大学の共産党細胞の学生で、GPU（秘密警察）の諜報部員。物語の開始時点で26歳。理想主義的な共産主義者。キラとは政治的立場の対立を超え、人生に対する互いの姿勢を尊敬し合うようになる。工場地区の貧しい家庭に生まれ、幼くして両親を亡くし、12歳で工場労働者として働き始める。1915年に19歳でボルシェビキに入党し、二月革命・十月革命（1917年）でもその後の内戦でも、ソビエト政権樹立のため英雄的に戦った人物。
アレクサンドル・アルグノフ
Alexander Argounov
キラの父。革命前は首都ペトログラード郊外に大きな繊維工場を所有していた。1917年の十月革命ですべての財産を接収される。革命後の混乱の中、財産ばかりか家族の生命・身体までもが危機にさらされ、当時白軍支配下にあったクリミアに一家で避難する。しかし赤軍の勝利が誰の目にも明らかになり、また一からやり直すべく、4年ぶりにペトログラードに戻る。ソビエト従業員になる気は微塵もなく、小さな織物屋を開業するが、個人事業主に過酷な政策に耐えられず、廃業を余儀なくされる。妻が探してきた内職の仕事もなくなり、誇りを失っていく。
ガリーナ
Galina
キラの母。社交的で信心深い。娘のキラが女の子らしくなく己の考えで生きようとすることを、苦々しく思っている。ペトログラードに戻って2年目、夫アレクサンドルが誇りを失って働かなくなり、やむを得ずソビエト従業員になることを決心する。公立学校の教師として働くうちに、共産党のプロパガンダを本気で信じて周囲に説くようになり、職場や社会活動組織で出世していく。
リディア
Lydia
キラの姉。物語の開始時点で28歳。長く美しい髪と毎日3時間練習するピアノが自慢。ロマンス小説や詩が好きで、これらに興味がないキラと趣味が合わない。母以上に信心深い。キラが神を信じず何でも自分の考えで行動しようとすることを、苦々しく思っている。
ワシリ・ドナエフ
Vasili Dunaev
キラの叔父。物語の開始時点で60歳。若い頃にシベリアの荒野で罠漁師から身を立て、毛皮商として成功し大事業を所有していたが、革命ですべての事業を破壊・接収された。キラの父同様、ソビエト従業員になる気はまったくなく、「ヨーロッパからの救援」によるソビエト政権の崩壊を信じ、政権が倒れ次第事業を再開するつもりでいる。残った家財を市場で売った金と、長男ビクトルと長女イリーナが受け取る学生対象の配給で、かろうじて一家の生計を立てている。優秀な長男ビクトルと長女イリーナを溺愛している。
マリア（"マルーシャ"）
Maria "Marussia"
キラの叔母（ワシリの妻）。かつては親戚一の美人と認められる「お姫様」だったが、今は姉のガリーナ（キラの母）より老けて見え、体が弱く、よく咳をしている。満足な医療も受けられないまま体調が悪化し、喀血して死ぬ。
ビクトル
Victor
キラの従兄（ワシリの長男）。工科大学で電気工学を学んでいる。如才なく、革命後の時流に積極的に乗ろうとしている。共産党の有力者に巧みに近づき、ブルジョア階級の出身にもかかわらず共産党への入党を認められる。出世に役立つという理由だけで、プロレタリア階級の出身で党の有力者にコネがあるマリーシャと結婚する。妹のイリーナが恋人の反ソビエト政府活動家をかくまっていることを秘密警察に密告し、共産党への忠誠を認められ、水力発電事業の要職に就くことに成功する。
イリーナ
Irina
キラの同い年の従姉妹（ワシリの長女）。幼い頃から利発で絵がうまく、芸大に通う。18歳にして「28歳の娘のような目」と「8歳の子どものような笑顔」を見せる。キラと気が合い、キラが家族・親類から勘当状態になった時も、二人を訪問し続ける。反政府活動家の恋人サーシャを秘密警察からかくまった罪で逮捕され、シベリアに流刑される。サーシャと同じ刑務所に収容してもらえるように、サーシャと獄中結婚するが、夫婦で同じ刑務所に収容してほしいという嘆願は却下される。
"ソーニャ"
"Sonia"
工科大学の共産党細胞の女子学生。オルグや演説が巧みで、多数のサークルを取り仕切る。同じ共産党細胞の男子学生シエロフと交際している。過去にアンドレイと男女の関係になろうとして拒絶されたことがある。キラの工科大学からの追放を後押しし、キラが政府機関に勤務していることに気づくとキラの上司に圧力を掛け、キラを免職させる。卒業後、複数の職業組合と女性クラブを操るようになり、意に沿わない人物を次々に失職させて恐れられるようになる。やがて共産党女性本部で秘書付きの役職に就く。
パーヴェル（"パブルーシャ"）・シエロフ
Pavel "Pavlusha" Syerov
工科大学の共産党細胞の男子学生。アンドレイとは少年時代からの顔見知り。比較的裕福な家庭の生まれで、革命前は小物問屋の販売員として働き、工場労働者を軽蔑していたが、女性をめぐる喧嘩が原因で解雇され、アンドレイと同じ工場で働くようになる。政治運動には関心がなかったが、1916年にボルシェビキが党勢を拡大すると時流に乗って入党し、二月革命・十月革命でもその後の内戦でも常に安全地帯に身を置きつつ、処世と演説の巧みさで地位を築く。工科大学を卒業後、鉄道の技術部門で要職に就く。モロゾフから持ちかけられた鉄道貨物の横流しに応じ、巨利を得るようになる。GPU経済局高官にコネを持ち不正追求を免れる。ソーニャを妊娠させて結婚を迫られ、渋々応じる。
ステパン・ティモシェンコ
Stepan Timoshenko
GPU沿岸警備隊の指揮官。キラとレオが乗った密航船を拿捕する。革命前はロシア海軍バルチック艦隊の乗組員で、十月革命（1917年）の火ぶたを切った「赤いバルチック艦隊（Red Baltfleet）」の中心人物の一人だった。アンドレイの古い友人。1925年秋、共産党内で始まった「過剰な理想主義」の排除（トロツキー支持者の粛清）により、GPUを追放される。命がけで樹立した革命政府の腐敗に絶望し、酒びたりになる。シエロフとモロゾフが不正取引に関与している証拠となるメモを入手し、遺書を添えてアンドレイに送りつけ、自殺する。
マリーナ（"マリーシャ"）・ラブロワ
Marina "Marisha" Lavrova
労働者塾大学の女子学生。青年共産同盟員。共産党の有力者にコネがある。父は革命前にシベリアに流刑されたことがある工場労働者。母は小作人の出身。ビクトルが共産党の有力者へのコネを求め、彼女に接近する。レオとキラが住む邸宅の応接間の存在をビクトルを通じて知り、住宅管理局のコネを使い応接間を明け渡させ、レオとキラの邸宅に住み始める。ビクトルが共産党に入党した後、ビクトルと結婚する。
サーシャ・チェルノフ
Sasha Chrnov
イリーナの恋人。反ソビエト政府の秘密組織の一員。歴史を専攻する大学生だったが、大学を追放される。秘密警察に追われイリーナにかくまわれるが、イリーナの兄ビクトルに密告されて逮捕され、シベリアに流刑される。
カープ（"ココ"）・モロゾフ
Karp "Koko" Morozov
国有食料公社の課長補佐を務めながら、裏で食料品の闇取引を司っている。鉄道技術部門で要職に就く共産党員シエロフに横流しさせた鉄道貨物を、愛人トーニャから紹介されたレオを表向きの事業主（＝不正が発覚した際の生け贄）に据えた食料品店を通じ闇市場に流し、巨利を得る。
アントニーナ（"トーニャ"）・プラトシュキナ
Antonina "Tonia" Platoshkina
モロゾフの愛人。太った中年女性。教養を鼻にかける。ノイローゼの療養のために滞在したクリミアのサナトリウムで、レオと知り合う。レオをモロゾフに紹介し、食料品の横流しに引き込む。
ババ・ミロスカヤ
Vava Milovskaia
ビクトルが交際している（最終的に捨てる）女性。父は革命後に中絶手術で裕福になった開業医。
アシア
Acia
キラの従姉（ワシリの次女）。物語の開始時点で8歳。年齢のわりに子供っぽい。学校の成績はあまりよくない。

## 出版の経緯

### 初版の出版
本作品は『がんじがらめ』Airtight（密閉）という仮タイトルが付けられ、1934年に完成した。ジャーナリストで批評家のH・L・メンケン（H. L. Mencken）からは「本当に優れた作品」（"a really excellent piece of work"）と賞賛されたものの、複数の出版社から出版を断られ、1935年4月にようやくマクミラン出版社のジョージ・プラット・ブレット（George Platt Brett）が出版を決断した。マクミラン社の内部では、本作品の出版をめぐって議論もあった。同社の編集委員（Associate editor）で当時アメリカ共産党の党員だったグランヴィル・ヒックス（Granville Hicks）は、ランドの小説の出版に強く反対した。ランドが後に語ったところによれば、ブレットはこの小説が黒字になるかどうか確信を持てなかったが、出版されなければならない作品だと考え、出版を決めた。初版は1936年4月7日に出版された。
『われら生きるもの』のアメリカでの最初の出版は、商業的には成功しなかった。マクミラン社はこの小説が売れるとは期待せず、ほとんど宣伝しなかった。売れ行きの出だしは鈍く、後に上向いたものの、マクミラン社は初版の3000部が売れ切れる前に本書の印刷原版を廃棄し、発売から18ヶ月後には絶版にした。最初のアメリカ版からランドが受け取った印税は100ドルだった。
1937年1月には、カッセル（Cassell）社からイギリス版も出版された。また、デンマーク版およびイタリア版も出版された。これらの版の売れ行きはアメリカよりもかなり良く、1940年代まで販売され続けた。

### 改訂版
ランダムハウスから1957年に出版された『肩をすくめるアトラス』がベストセラーになったのを受け、1959年には、『われら生きるもの』の改訂版が出版された。改訂版のテキストには、ランドがいくつかの修正を行った。改訂版の序文で、ランドは「すべて変更は編集上の文言の修正にすぎない」と明言している。しかしランドの説明にもかかわらず、一部の変更は、思想的に重要な意味があると見なされてきた。たとえば初版には、共産党員でGPU諜報部員の学生アンドレイ・タガノフから「きみが言いたいことはわかる。我々の敵の口癖だ。理想は素晴らしいが手段がいけない」と言われたキラが、「理想がいけないのよ。手段は素晴らしいの」と答えるシーンがある。改訂版では、キラは「理想がいけないのよ」とだけ答える。また、その数ページ後のアンドレイの「知らないのかい？〔……〕少数の人間のために何百万人を犠牲にできないことを？」というセリフに続くキラのセリフの中に、初版では「あなたが言う大衆って、地べたに踏みつけられる泥とか、しかるべき人たちのために燃やされる燃料に過ぎないんじゃないかしら？」という文があったが、改訂版ではランドがこの文を削除している。
こうした変更の重要性に関しては、様々な議論がある。ランド研究者のミミ・リーセル・グラッドスタイン (Mimi Reisel Gladstein) は、「ランドは、この改訂が最小限のものであったと主張している。初版と改訂版を読み比べた読者の中には、『最小限』の定義に疑問を持つ者もいる」とコメントしている。ロナルド・E・メリル（Ronald E. Merrill）によれば、初版では、キラは「極めて明示的にフリードリヒ・ニーチェの倫理的立場を採用している」。ランドは、『水源』を出版する前にニーチェと決別した。バーバラ・ブランデン (Barbara Branden) は、「こうした変化に気づいて当惑した読者もいた」と述べているが、「ランドはニーチェと異なり、優れた人間には自身の目的を達成する手段として物理的な力を行使する権利があるかのように示唆することを、許されざる不道徳として拒絶していた」と主張している。ロバート・メイヒュー（Robert Mayhew）は、「これらの箇所を、アイン・ランドの思想的発展における初期ニーチェ主義的段階の強い証拠であると即断すべきではない。これらの表現は、（ランドが若かりし頃ニーチェに関心を持った結果であるにせよ）ごく隠喩的なものだからである」と警告している。スーザン・ラブ・ブラウン（Susan Love Brown）は、「メイヒューは、変更に関するランドの主張の擁護者になっており、ランド自身が自分のやり方の誤りに気づいて修正したという事実を、隠蔽している」と反論している。
今日読まれている『われら生きるもの』のほとんどは改訂版であり、初版は稀覯本である。改訂版は既に300万部以上が売れている。

## 反響と影響
ランドは、『われら生きるもの』には多くのレビューが書かれなかったと信じていた。しかしランド研究者のマイケル・S・ベルリナー（Michael S. Berliner）は、この小説に対して200以上の出版物で約125件のレビューが公開されていることを明らかにし、「『われら生きるもの』はランドの作品の中で最も多くのレビューが書かれた小説である」と述べている。全体として肯定否定入り交じったレビューが多かったが、後のランドの作品に対するレビューに比べれば、肯定的なレビューが多かった。「ニューヨーク・タイムズ」（The New York Times）紙では、レビューアーのハロルド・シュトラウス（Harold Strauss）が、ランドの「物語の技術は非常に巧み」だが、この小説は反ソビエトの「プロパガンダ指令への追従で捻じ曲げられている」と評した。書評誌「カーカス・レビュー」（Kirkus Reviews）は、本作品をソビエト・ロシアにおける生活の現実の「第一級の」描写と呼んだ。ブルース・キャットン（Bruce Catton）は、新聞コラムで本作品を、革命が中流階級に及ぼした害悪に関する「悲劇的な物語」と呼んだ。別のレビューアーは、この作品がソビエトの政策の影響をリアルに伝えていると推薦しつつも、「神経質な人々」や「性的な関係に対する大陸的な見方」に慣れていない人々には向いていないと警告した。
オーストラリアでは、本作品が発売された際にいくつかの肯定的なレビューが発表されている。たとえば「オーストラリアン・ウィミンズ・ウィークリー」（Australian Women's Weekly）では、ニュース編集者のレスリー・ヘイレン（Leslie Haylen）が本作品を、ロシアの生活を公平に描いた「非常に鮮明で、人間的で、全面的に満足がいく」小説と評した。「バリア・マイナー」（The Barrier Miner）紙は本作品を、プロパガンダではまったくなく、「おもしろく」「感動的」と呼んだ。「ウォドンガ・アンド・トウォング・センティネル」（The Wodonga and Towong Sentinel）紙は本作品を、「偏った見解を読者に押し付けることなく、冷静に」「ありありと」ロシアの姿を描く物語と呼んだ。
ランド研究者のミミ・リーセル・グラッドスタイン (Mimi Reisel Gladstein) は、本作品を後の2つの小説と比較し、「『水源』のような力強さも『肩をすくめるアトラス』のような圧倒的スケールもないとはいえ、それでもなお『われら生きるもの』は、興味深い登場人物たちをめぐる、読者を引き込む物語である」と述べている。歴史家のジェイムズ・ベイカーは本作品を、「説教じみた」、「読者を楽しませない、教条に凝り固まった」小説と評した。

## 翻案

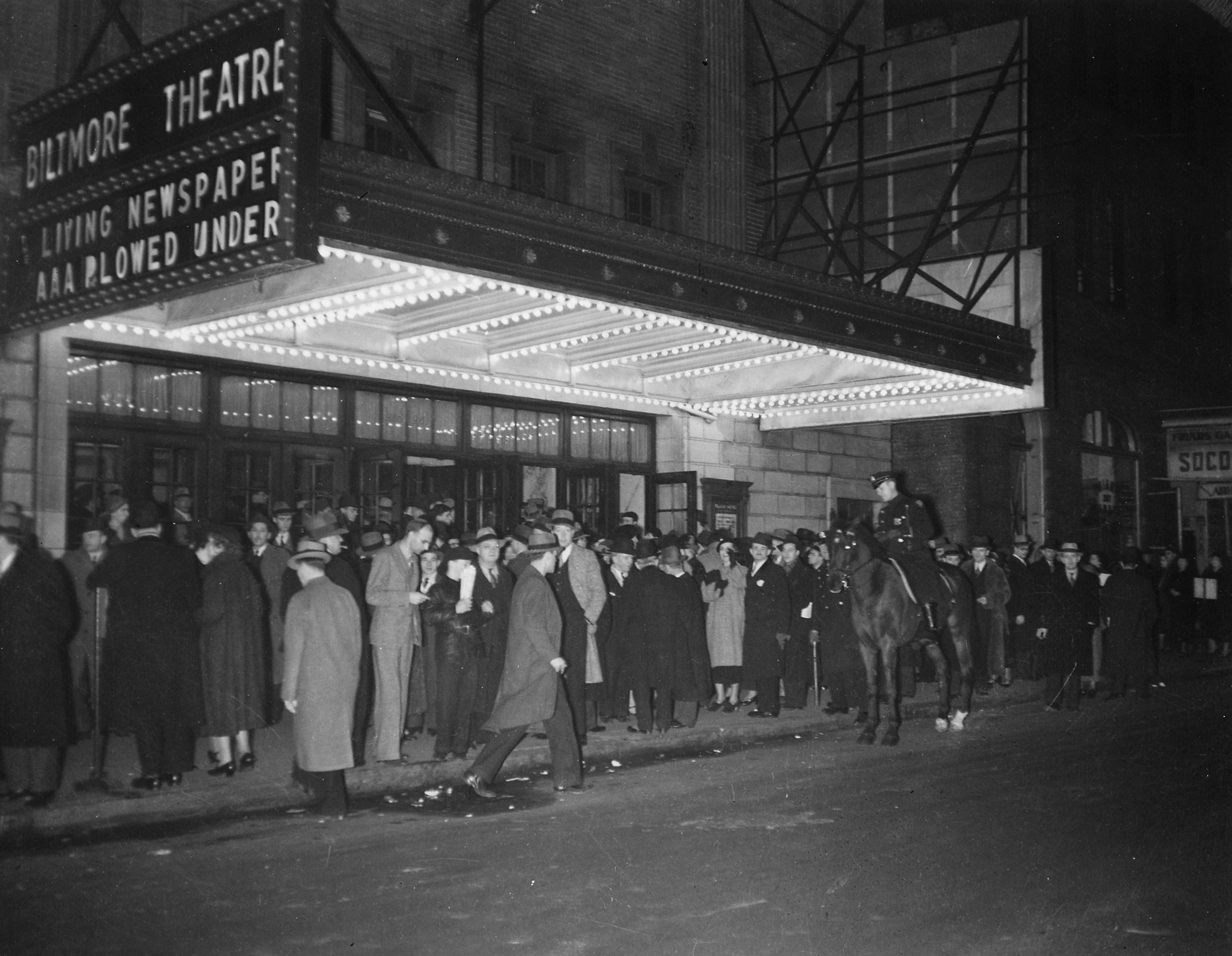
1940年にはビルトモア・シアターで舞台版が上演された。

### 舞台版
小説『われら生きるもの』が出版されてすぐ、ランドはブロードウェイのプロデューサー、ジェローム・メイヤー（Jerome Mayer）と本作品の舞台化の交渉を始めた。ランドは脚本を書いたが、メイヤーは制作資金を調達できなかった。数年後、ランドは本作品の舞台化について、舞台プロデューサーのジョージ・アボット（George Abbott）の関心を引くことに成功した。ヘレン・クレイグ（Helen Craig）がキラを、ジョン・エメリー（John Emery）がレオを、ディーン・ジャガー（Dean Jagger）がアンドレイを、それぞれ演じることになった。舞台化された『われら生きるもの』は「征服されざるもの」（The Unconquered）というタイトルがつけられ、1940年2月13日、ビルトモア・シアターで上演開始された。しかし辛辣な批評を受け、5日後に上演中止になった。

### 映画版
小説『われら生きるもの』は1937年にイタリアで翻訳出版され、1942年、ランドの許可を得ることなく、『ノア・ビビ』（Noi vivi）と『アディオ・キラ』（Addio, Kira）の2部作として映画化された。製作会社はローマのスカレラ・フィルム（Scalera Films）、監督はゴッフレード・アレッサンドリーニ（Goffredo Alessandrini）、キラ役はアリダ・ヴァリ（Alida Valli）、アンドレイ役はフォスコ・ジャケッティ（Fosco Giachetti）、レオ役はロッサノ・ブラッツィが務めた。この映画はムッソリーニ政権の検閲を受け、公開を禁止されかけたが、ストーリー自体は当時の敵国ソビエト・ロシアの政権を批判する内容だったため、公開を許可された。興行は成功し、観客たちは、この映画が共産主義だけでなくファシズムも批判していることを容易に理解した。公開から数週間後、当時の同盟国ドイツの当局が、テーマが反ファシズム的であることを理由に、この映画の上映禁止を主張した。ドイツ当局の主張を受け、イタリア政府はこの映画の上映を禁止した。
1960年代、ランドの代理人の弁護士、エリカ・ホルツァー（Erika Holzer）とヘンリー・マーク・ホルツァー（Henry Mark Holzer）の努力により、この映画のフィルムが再発見された。再発見されたフィルムは、エリカ・ホルツァー（Erika Holzer）とダンカン・スコット（Duncan Scott）により、計4時間の2部作から3時間の1作品に再編集され、英語字幕を付けられた。再編集された映画は、ランドとその代理人の承認を得て、1986年に『われら生きるもの』（We the Living）というタイトルで再公開された。

## 日本語訳
- 脇坂あゆみ訳　ビジネス社　2012年　 ISBN 978-4828416908

- 映画版『われら生きるもの』DVD　字幕翻訳：脇坂あゆみ　アトランティス　2013年